# Бирлик (Баянаульский район)
Бирлик (каз. Бірлік — единство) — село в Баянаульском районе Павлодарской области Казахстана. Административный центр Бирликского сельского округа. Расположено в 46 км к северу от районного центра, села Баянаул и в 175 км от областного центра, города Павлодара. Код КАТО — 553637100.

## История
Село Бирлик было центральной усадьбой бывшего овцеводческого совхоза «Бирлик», образованного в 1961 году на базе части земель Александровского совхоза, подхоза «Майкаинзолото» и госземфонда. В том же годы были объединены разбросанные в степи животноводческие точки и объекты колхозов Акмектеп, Егинды, Карабие и другие, и совхоз получил название «Бирлик» (в переводе с казахского языка — «единство»).

## Население
В 1985 году в селе жили 1195 человек, в 1999 году население села составляло 1132 человека (552 мужчины и 580 женщин). По данным переписи 2009 года, в селе проживало 946 человек (507 мужчин и 439 женщин).